# 索科利夫卡 (布斯克區)
50°2′40″N 24°50′56″E / 50.04444°N 24.84889°E
索科利夫卡（烏克蘭語：Соколівка），是烏克蘭西部的村莊，隸屬利維夫州的佐洛奇夫區。該村面積2.52平方公里，海拔高度219米，2001年人口739，人口密度每平方公里293.25人。